# マイロ
マイロ（Milo、1992年2月3日 - ）は、アメリカ合衆国のラッパー、音楽プロデューサーである。現在までにBusdriverやOpen Mike Eagleと共演している。別名Scallops Hotelとしても活動中である。

## 経歴
イリノイ州シカゴで生まれ、メイン州ソコーで育った。
2011年、ミックステープ『I Wish My Brother Rob Was Here』をリリースする。2012年、『Milo Takes Baths』をリリースする。2013年、『Cavalcade』をリリースする。2014年、アルバム『A Toothpaste Suburb』をリリースする。
2015年、Kenny Segalのプロデュースによる『So the Flies Don't Come』をリリースする。同作は、雑誌『ローリング・ストーン』にて「年間ベスト・ラップ・アルバム40」の26位に選ばれ、雑誌『スピン』では「年間ベスト・ヒップホップ・アルバム50」の37位に選ばれた。

## ディスコグラフィー

### アルバム
- A Toothpaste Suburb （2014年）
- Plain Speaking （2015年）（Scallops Hotel名義）
- So the Flies Don't Come （2015年）
- Too Much of Life Is Mood （2016年）（Scallops Hotel名義）

### ミックステープ
- Greatest Hits Vol. 1 （2010年）（Nicholas J、AD the Architectとの共作、Nom de Rap名義）
- I Wish My Brother Rob Was Here （2011年）
- Milo Takes Baths （2012年）
- Cavalcade （2013年）

### EP
- Things That Happen at Day （2013年）
- Things That Happen at Night （2013年）
- Poplar Grove (or How to Rap with a Hammer) （2013年）（Scallops Hotel名義）
- Boyle and Piles （2014年）（Safari Alとの共作、Red Wall名義）

### シングル
- "Concerning the Dream Tigers I Have Seen (for Borges)" （2012年）
- "This Can't Be the Place (Evil Doer Melody)" （2013年）